# 2021-es MotoE-világkupa
A 2021-es MotoE-szezon a MotoE-világkupa harmadik szezonja volt. A kategória sajátossága, hogy a résztvevők elektromos motorkerékpárokkal vettek részt a futamokon. A bajnokság május 2-án indult Spanyolországban és szeptember 19-én ért véget San Marinóban.
Az egyéni címvédő a spanyol Jordi Torres volt, aki a szezonzáró San Marinó-i nagydíjon megvédte a címét és az elektromos sorozat első kétszeres bajnoka lett.

## Versenynaptár
A végleges versenynaptárat 2020. november 11-én adták ki.
| Forduló | Időpont        | Nagydíj              | Helyszín                                                | Pályarajz |
| ------- | -------------- | -------------------- | ------------------------------------------------------- | --------- |
| 1       | május 2.       | Spanyol nagydíj      | Circuito Permanente de Jerez, Jerez de la Frontera      |           |
| 2       | május 16.      | Francia nagydíj      | Circuit Bugatti, Le Mans                                |           |
| 3       | június 6.      | Katalán nagydíj      | Circuit de Barcelona-Catalunya, Montmeló                |           |
| 4       | június 27.     | Holland nagydíj      | TT Circuit Assen, Assen                                 |           |
| 5       | Augusztus 15.  | Osztrák nagydíj      | Red Bull Ring, Spielberg                                |           |
| 6       | szeptember 18. | San Marinó-i nagydíj | Misano World Circuit Marco Simoncelli, Misano Adriatico |           |
| 7       | szeptember 19. | San Marinó-i nagydíj | Misano World Circuit Marco Simoncelli, Misano Adriatico |           |

## Csapatok és versenyzők
Az összes részvevő a Energica Ego Corsa motorral teljesíti a szezont.
| Csapat                            | Rajtszám | Versenyző          | Forduló  |
| --------------------------------- | -------- | ------------------ | -------- |
| Avant Ajo MotoE                   | 78       | Okubo Hikari       | Összes   |
| Avintia Esponsorama Racing        | 14       | André Pires        | Összes   |
| Avintia Esponsorama Racing        | 18       | Xavier Cardelús    | Összes   |
| Dynavolt Intact GP                | 77       | Dominique Aegerter | Összes   |
| Indonesian E-Racing Gresini MotoE | 9        | Andrea Mantovani   | Összes   |
| Indonesian E-Racing Gresini MotoE | 11       | Matteo Ferrari     | Összes   |
| LCR E-Team                        | 21       | Kevin Zannoni      | Összes   |
| LCR E-Team                        | 71       | Miquel Pons        | Összes   |
| Octo Pramac MotoE                 | 61       | Alessandro Zaccone | Összes   |
| Octo Pramac MotoE                 | 68       | Yonny Hernández    | Összes   |
| One Energy Racing                 | 51       | Eric Granado       | Összes   |
| Ongetta Sic58 Squadracorse        | 27       | Mattia Casadei     | 1–4, 6–7 |
| Ongetta Sic58 Squadracorse        | 43       | Stefano Valtulini  | 5        |
| OpenBank Aspar Team               | 6        | María Herrera      | Összes   |
| OpenBank Aspar Team               | 54       | Fermín Aldeguer    | Összes   |
| Pons Racing 40 HP Pons 40         | 40       | Jordi Torres       | Összes   |
| Pons Racing 40 HP Pons 40         | 80       | Jasper Iwema       | Összes   |
| Tech3 E-Racing                    | 3        | Lukas Tulovic      | Összes   |
| Tech3 E-Racing                    | 19       | Corentin Perolari  | Összes   |
| Forrás:                           |          |                    |          |

| Magyarázat          | Magyarázat |
| ------------------- | ---------- |
| Hivatalos versenyző |            |
| Helyettes versenyző |            |

## A szezon menete
| Forduló | Nagydíj                    | Pole-pozíció    | Leggyorsabb kör    | Győztes            | Győztes                           | Listavezető        | Előny |
| Forduló | Nagydíj                    | Pole-pozíció    | Leggyorsabb kör    | Versenyző          | Csapat                            | Listavezető        | Előny |
| ------- | -------------------------- | --------------- | ------------------ | ------------------ | --------------------------------- | ------------------ | ----- |
| 1       | MotoE spanyol nagydíj      | Eric Granado    | Eric Granado       | Alessandro Zaccone | Octo Pramac MotoE                 | Alessandro Zaccone | 5     |
| 2       | MotoE francia nagydíj      | Eric Granado    | Matteo Ferrari     | Eric Granado       | One Energy Racing                 | Alessandro Zaccone | 8     |
| 3       | MotoE katalán nagydíj      | Eric Granado    | Eric Granado       | Miquel Pons        | LCR E-Team                        | Alessandro Zaccone | 1     |
| 4       | MotoE holland nagydíj      | Eric Granado    | Eric Granado       | Eric Granado       | One Energy Racing                 | Alessandro Zaccone | 7     |
| 5       | MotoE osztrák nagydíj      | Fermín Aldeguer | Eric Granado       | Lukas Tulovic      | Tech3 E-Racing                    | Alessandro Zaccone | 7     |
| 6       | MotoE San Marinó-i nagydíj | Jordi Torres    | Kevin Zannoni      | Jordi Torres       | HP Pons 40                        | Jordi Torres       | 8     |
| 7       | MotoE San Marinó-i nagydíj | Jordi Torres    | Dominique Aegerter | Matteo Ferrari     | Indonesian E-Racing Gresini MotoE | Jordi Torres       | 7     |

## A világkupa végeredménye

### Versenyzők
Pontrendszer
| Helyezés | 1. | 2. | 3. | 4. | 5. | 6. | 7. | 8. | 9. | 10. | 11. | 12. | 13. | 14. | 15. |
| Pont     | 25 | 20 | 16 | 13 | 11 | 10 | 9  | 8  | 7  | 6   | 5   | 4   | 3   | 2   | 1   |

(Félkövér: pole-pozíció, dőlt: leggyorsabb kör, a színkódokról részletes információ itt található)
| Helyezés | Versenyző          | Rajt- szám | SPA | FRA | CAT | NED | AUT | SMR | SMR | Pont |
| -------- | ------------------ | ---------- | --- | --- | --- | --- | --- | --- | --- | ---- |
| 1        | Jordi Torres       | 40         | 3   | 5   | 3   | 2   | 7   | 1   | 13  | 100  |
| 2        | Dominique Aegerter | 77         | 2   | 4   | 2   | 18  | 3   | 2   | 12  | 93   |
| 3        | Matteo Ferrari     | 11         | 6   | 8   | 7   | 4   | 8   | 4   | 1   | 86   |
| 4        | Eric Granado       | 51         | 13  | 1   | Ki  | 1   | 2   | Ki  | 5   | 84   |
| 5        | Alessandro Zaccone | 61         | 1   | 3   | 4   | 3   | 6   | Ki  | Ni  | 80   |
| 6        | Mattia Casadei     | 27         | 4   | 2   | Ki  | 6   |     | 3   | 2   | 79   |
| 7        | Miquel Pons        | 71         | 5   | Ni  | 1   | 10  | 12  | 5   | 3   | 73   |
| 8        | Lukas Tulovic      | 3          | Ki  | 7   | 8   | 5   | 1   | 8   | 15  | 62   |
| 9        | Fermín Aldeguer    | 54         | Ki  | 15  | 6   | 7   | 4   | 7   | 7   | 51   |
| 10       | Yonny Hernández    | 66         | 10  | 6   | 5   | 9   | 10  | 9   | Ki  | 47   |
| 11       | Hikari Okubo       | 78         | 7   | Ki  | 9   | 8   | 5   | Ki  | 6   | 45   |
| 12       | Kevin Zannoni      | 21         | 14  | 11  | 12  | 13  | 9   | 6   | 4   | 44   |
| 13       | Corentin Perolari  | 19         | Ki  | 9   | 10  | 11  | 13  | 12  | 10  | 31   |
| 14       | Andrea Mantovani   | 9          | 8   | Ni  | 14  | 14  | 11  | 11  | 9   | 29   |
| 15       | María Herrera      | 6          | 9   | 10  | 11  | 15  | 17  | 13  | 11  | 27   |
| 16       | Xavier Cardelús    | 18         | Ki  | 13  | Ki  | 12  | 18  | 10  | 8   | 21   |
| 17       | Jasper Iwema       | 53         | 11  | 14  | Ki  | 16  | 14  | 14  | 14  | 13   |
| 18       | André Pires        | 14         | 12  | 12  | 13  | 17  | 16  | 15  | Ni  | 12   |
| 19       | Stefano Valtulini  | 43         |     |     |     |     | 15  |     |     | 1    |
| Helyezés | Versenyző          | Rajt- szám | SPA | FRA | CAT | NED | AUT | SMR | SMR | Pont |

### Csapatok
| Helyezés | Csapat                            | Rajt- szám | SPA | FRA | CAT | NED | AUT | SMR | SMR | Pont |
| -------- | --------------------------------- | ---------- | --- | --- | --- | --- | --- | --- | --- | ---- |
| 1        | Octo Pramac MotoE                 | 61         | 1   | 3   | 4   | 3   | 6   | Ki  | Ni  | 127  |
| 1        | Octo Pramac MotoE                 | 68         | 10  | 6   | 5   | 9   | 10  | 9   | Ki  | 127  |
| 2        | LCR E-Team                        | 21         | 14  | 11  | 12  | 13  | 9   | 6   | 4   | 117  |
| 2        | LCR E-Team                        | 71         | 5   | Ni  | 1   | 10  | 12  | 5   | 3   | 117  |
| 3        | Indonesian E-Racing Gresini MotoE | 9          | 8   | Ni  | 14  | 14  | 11  | 11  | 9   | 115  |
| 3        | Indonesian E-Racing Gresini MotoE | 11         | 6   | 8   | 7   | 4   | 8   | 4   | 1   | 115  |
| 4        | Pons Racing 40                    | 40         | 3   | 5   | 3   | 2   | 7   | 1   | 13  | 113  |
| 4        | Pons Racing 40                    | 53         | 11  | 14  | Ki  | 16  | 14  | 14  | 14  | 113  |
| 5        | Tech3 E-Racing                    | 3          | Ki  | 7   | 8   | 5   | 1   | 8   | 15  | 93   |
| 5        | Tech3 E-Racing                    | 19         | Ki  | 9   | 10  | 11  | 13  | 12  | 10  | 93   |
| 6        | Dynavolt Intact GP                | 77         | 2   | 4   | 2   | 18  | 3   | 2   | 12  | 93   |
| 7        | One Energy Racing                 | 51         | 13  | 1   | Ki  | 1   | 2   | Ki  | 5   | 84   |
| 8        | Ongetta SIC58 Squadra Corse       | 27         | 4   | 2   | Ki  | 6   |     | 3   | 2   | 80   |
| 8        | Ongetta SIC58 Squadra Corse       | 43         |     |     |     |     | 15  |     |     | 80   |
| 9        | Openbank Aspar Team               | 6          | 9   | 10  | 11  | 15  | 17  | 13  | 11  | 78   |
| 9        | Openbank Aspar Team               | 54         | Ki  | 15  | 6   | 7   | 4   | 7   | 7   | 78   |
| 10       | Avant Ajo MotoE                   | 78         | 7   | Ki  | 9   | 8   | 5   | Ki  | 6   | 45   |
| 11       | Avintia Esponsorama Racing        | 14         | 12  | 12  | 13  | 17  | 16  | 15  | Ni  | 33   |
| 11       | Avintia Esponsorama Racing        | 18         | Ki  | 13  | Ki  | 12  | 18  | 10  | 8   | 33   |
| Helyezés | Csapat                            | Rajt- szám | SPA | FRA | CAT | NED | AUT | SMR | SMR | Pont |